# Oost-Vlieland
Oost-Vlieland (inna nazwa Osteynde, fryz. East-Flylân, pol. wschód Vlieland) – nadmorska wieś na wyspie Vlieland. Stolica gminy Vlieland w prowincji Fryzja, Holandia.
Jak sama nazwa wskazuje Oost-Vlieland leży na wschodzie wyspy Vlieland. Dawniej, na zachodzie wyspy istniała wioska West-Vlieland (Westeynde), która została zatopiona w 1736 przez morze. Na głównej ulicy (Dorpsstraat) jest dużo sklepów i restauracji, a także dawna Akademia Morska, a teraz Hotel de Wadden.
Vlieland jest cenna ze względu na wartości kulturowe i historyczne, a od 1971 wieś jest chroniona (jedno z chronionych miasta i wsi we Fryzji). Jest to 39 zabytkowych budynków w Vlieland.

## Galeria

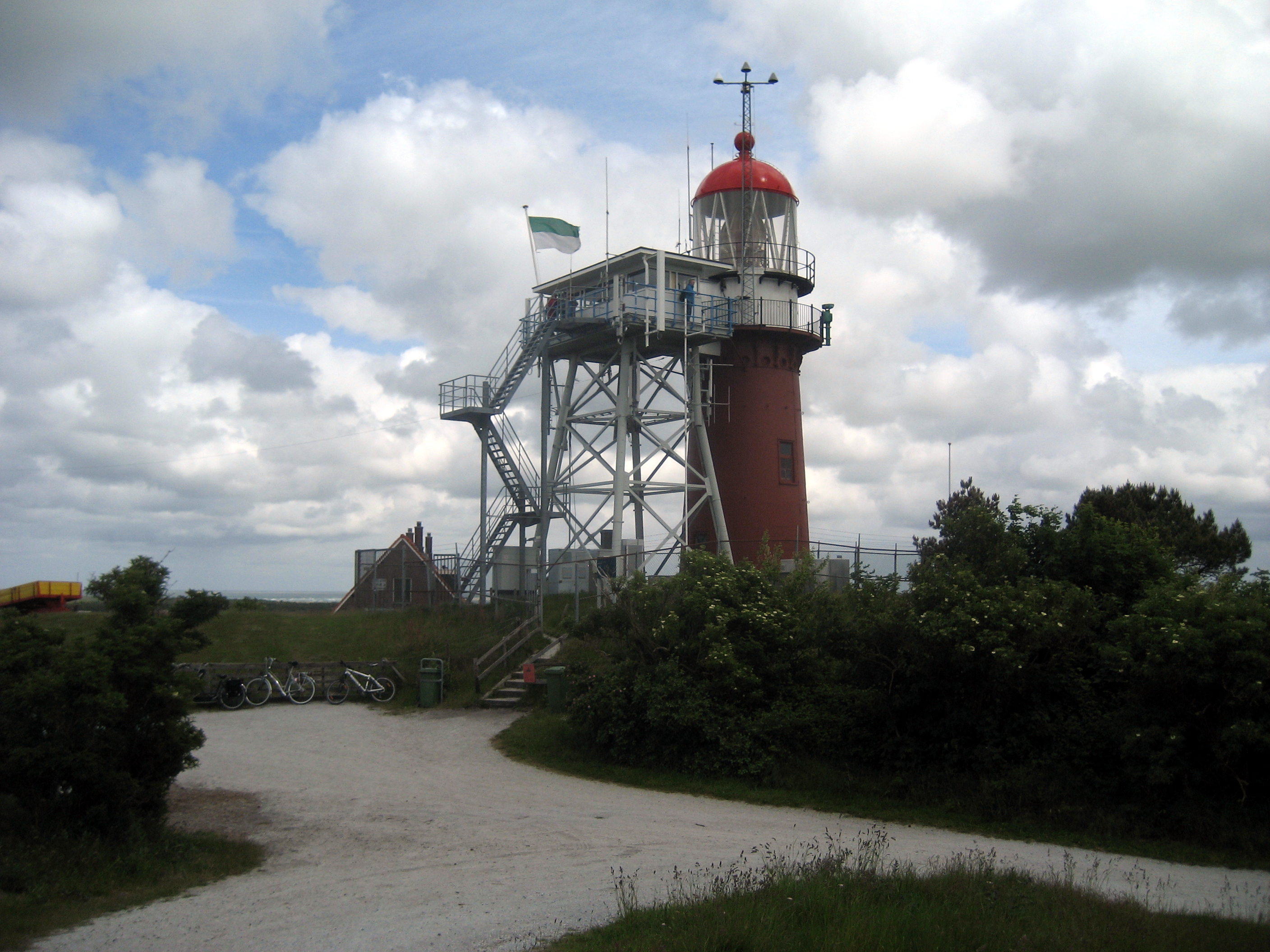
latarnia morska
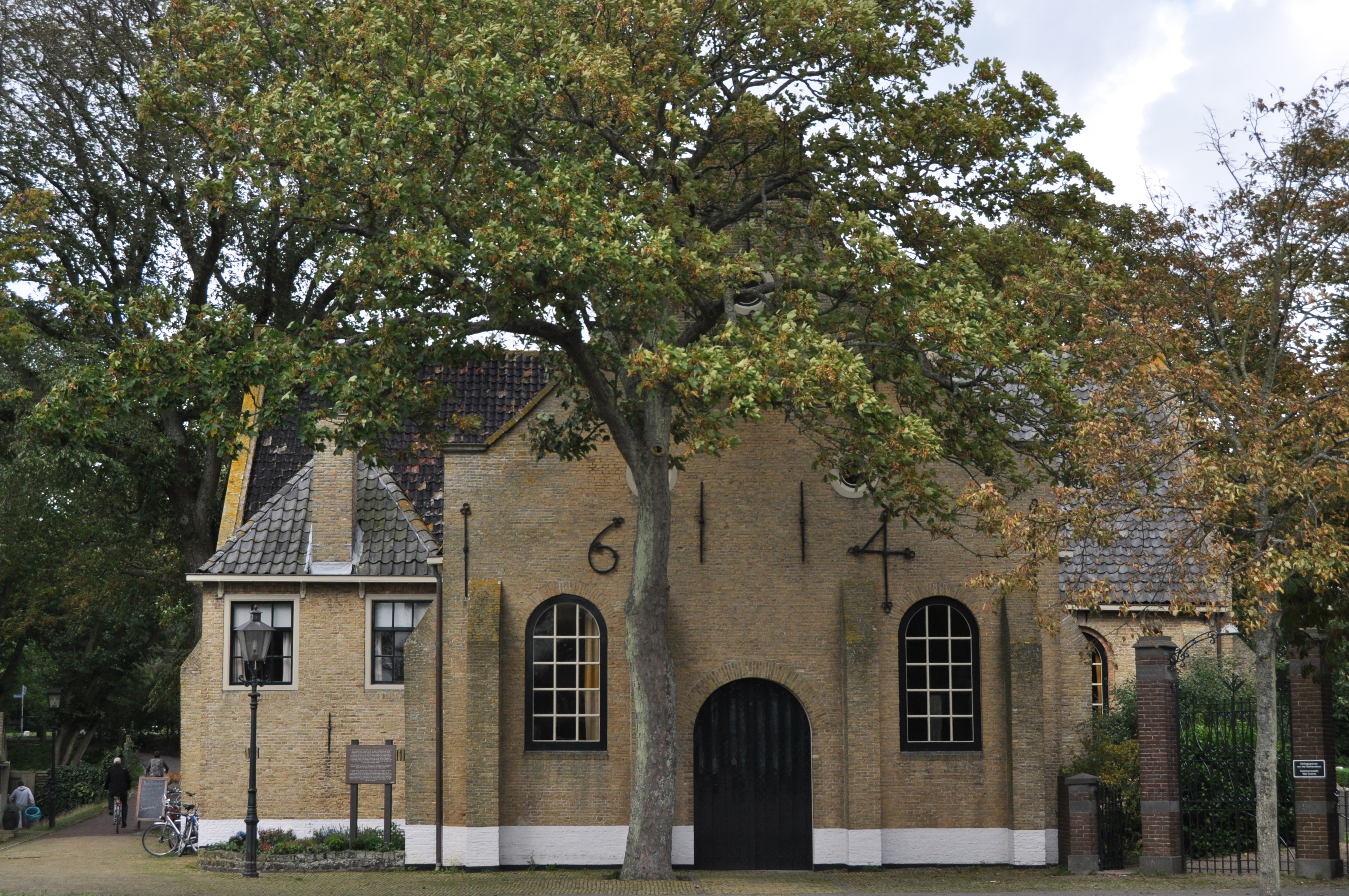
Kościół św. Mikołaja z Miry